# Pankurónium
A pankurónium egy izomrelaxáns gyógyszer.

## Hatásmechanizmus
A pankurónium egy nem-depolarizáló kuráre-szerű izomrelaxáns. 
Kompetitív acetilkolin receptor antagonista hatása van a neuromuscularis junkción, ahol leszorítja az acetilkolint (ezért kompetitív) a posztszinaptikus nikotinos acetilkolin receptorról.

## Gyógyászati felhasználás
A pankuróniumot általános érzéstelenítésnél használják a sebészetben izomlazítás céljából és intubálás vagy mesterséges lélegeztetés elősegítésére. Mivel a légzőizmokat is bénítja, ezért a légzést mesterségesen fenn kell tartani, amíg a hatás megszűntével a spontán respiráció visszatér. Nincsenek szedatív vagy analgetikus hatásai.

## Felhasználása kivégzéseknél
Légzésbénulást okozó hatását használták ki az egyes államokban kivégzéseknél használt méreginjekciók alkalmazása során.